# مجله مطالعات مالی
مجله مطالعات مالی (به انگلیسی: Journal of Financial Studies) یک مجله دانشگاهی داوری دقیق فصلی است که در سال ۱۹۹۳ توسط انتشارات انجمن مالی تایوان (Taiwan Finance) تأسیس شد.